# Robert Franz
Robert Franz (Halle aan de Saale, 28 juni 1815 – Halle aan de Saale, 24 oktober 1892) was een Duits pianist, dirigent en componist.
Een deel van de collectie van het Wilhelm-Friedemann-Bach-Haus in Halle is aan Franz gewijd.

## Biografie
Robert Franz Julius Knauth werd geboren in het gezin van Christoph Franz Knauth. Deze vader nam zijn tweede naam aan als achternaam en dat van zijn zoon ging mee. Het zag er in eerste instantie niet naar uit dat Robert Franz de muziek in ging. De familie zag dat niet zitten, nadat hij zijn studie aan het plaatselijk gymnasium van Franckesche Stiftungen had afgerond. De cantor van die school Carl Gottlob Abela liet hem echter toen al het schoolkoor begeleiden. Pas toen Robert Franz twintig was staakten ze hun verzet en hij mocht orgel gaan studeren bij Friedrich Schneider in Dessau. Zijn leraar maakte hem goed wegwijs in de werken van Johann Sebastian Bach en Georg Friedrich Händel. Hij maakte dan ook nieuwe uitgaven van bijvoorbeeld de Mattheuspassie. Deze versies werden niet altijd geaccepteerd en gewaardeerd.
In 1843 verscheen zijn eerste liederenbundel Zwölf Gesänge für eine Singstimme mit Klavierbegleitung. Er zouden er nog talloze volgen, oplopend tot ongeveer 300 liederen. Zijn liederen konden de goedkeuring wegdragen van Franz Liszt en Robert Schumann. Schumann recenseerde ze wel in zijn blad Neue Zeitschrift für Musik. Naast componeren moest er brood op de plank komen en hij verdiende zijn geld met het bespelen van het orgel in de plaatselijke Ulrichkirke (nog steeds Halle) en het dirigeren van zijn eigen Singakademie en orkest. Voorts was hij muzikaal leider bij het hof en gaf lessen aan de universiteit. Al op jonge leeftijd kreeg Franz last van doofheid en dat in combinatie met een zenuwziekte zorgde ervoor dat hij in 1868 diverse baantjes moest opgeven. Hij kreeg echter van Franz Liszt, Joseph Joachim en anderen een bedrag van 100.000 mark om in zijn behoefte te kunnen voorzien.
Zijn doofheid maakte het mogelijk dat hij in de late jaren zeventig op zoek kon gaan naar manuscripten van Bach. Daarvoor reisde hij naar allerlei steden en dorpen. Het verhaal ging dat hij ooit eens een manuscript terugvond bij Schloss Witzhun, alwaar jonge aanplant gefundeerd was op papieren manuscripten, terwijl daarvoor normaal stoffen of leer werden gebruikt. De plaatselijk tuinman had nog wat voorraad en zo werden een aantal vioolsonates van Bach teruggevonden. Het verhaal haalde de New York Times, Franz noemde het echter totale onzin en The Times haalde bakzeil.

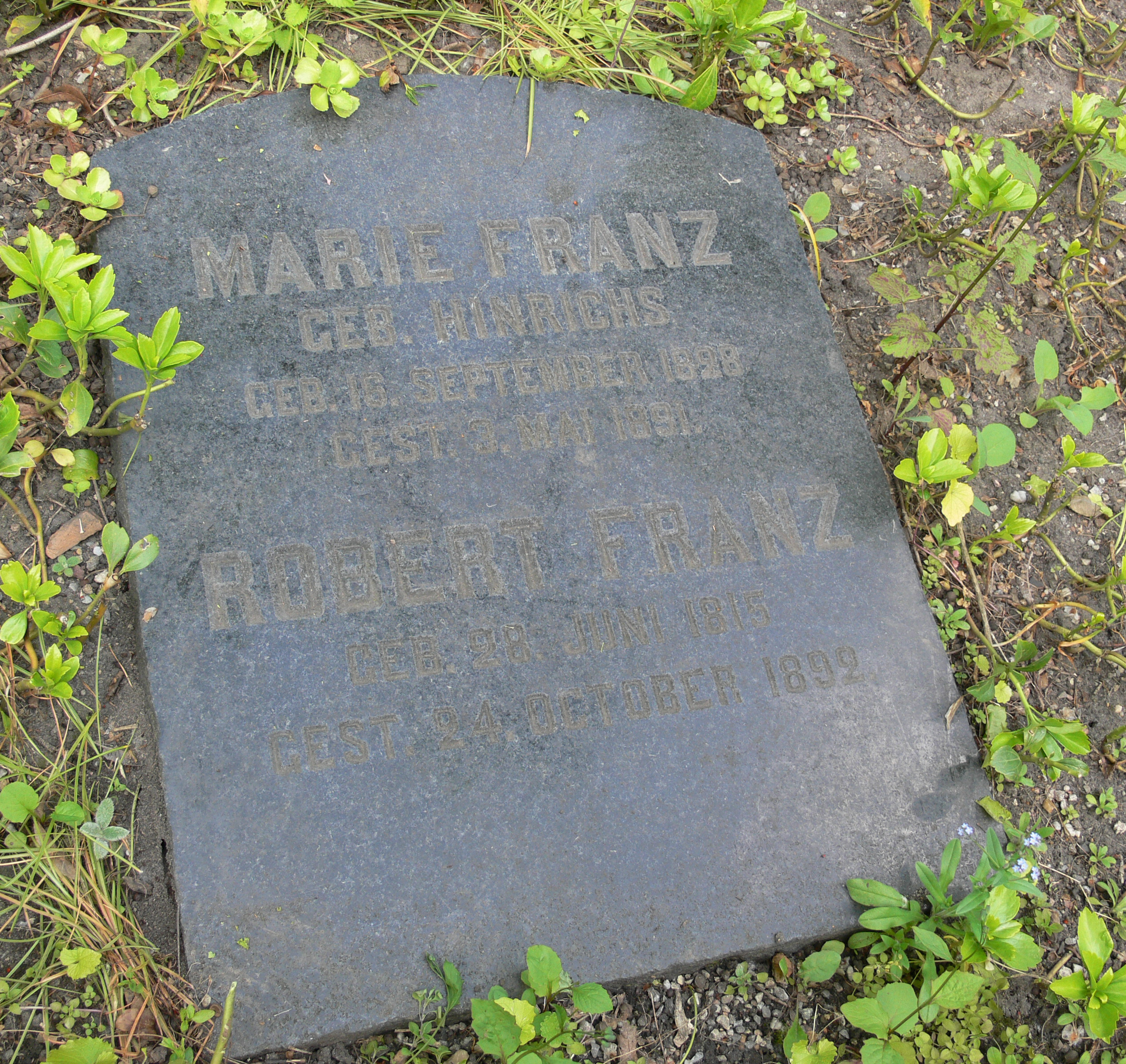
Grafzerk

In aanvulling op liederen componeerde hij ook werken voor koren, waaronder een toonzetting van Psalm 117 (Looft den Heer) en een vierstemmig Kyrie. Hij schreef nieuwe uitgaven van het Stabat Mater van Emanuele d’Astorga en het Magnificat van Francesco Durante. Hij maakte voorts een transcriptie van het Veertiende strijkkwartet ("De dood en het meisje") van Franz Schubert voor piano vierhandig en arrangeerde werken van Wolfgang Amadeus Mozart.  
Hij huwde in 1848 Marie Hinrichs (1828-1891) die zelf ook een aantal liederen componeerde. Zij was de zus van componist Friedrich Hinrichs. In 1885 verkreeg hij vanwege zijn verdiensten het Ereburgerschap van Halle. Robert en Marie liggen samen begraven in Halle. In 1903 eerde men hem verder met een beeld op de universiteitscampus en werd een straat naar hem genoemd (Robert Franz Ring). In 1907 werden de Singakademie van Halle en de muziekschool naar hem vernoemd.
Zijn werken werden ook buiten Duitsland gezongen. Zo zong Jacoba Elling Vergessen sein op 24 oktober 1888 in Christiania met Martin Ursin achter de piano. Zelf begeleidde hij Lilian Henschel op 15 maart 1890 tijdens een concert in Londen. Bij dat laatste concert speelde ook de Noorse pianiste Agathe Backer-Grøndahl en Wilma Neruda. 
- Biblioteca Nacional de España: XX1707780
- Bibliothèque nationale de France: cb12184025k (data)
- Gemeinsame Normdatei: 118702955
- International Standard Name Identifier: 0000 0001 1753 4509
- Library of Congress Control Number: n85006189
- Nationale Bibliotheek van Letland: 000037712
- MusicBrainz: 6c5b8084-24a4-4524-acdf-9e8a1ed74179
- Nationale Bibliotheek van Tsjechië: kup20010000028842
- Nationale bibliotheek van Australië: 35550518
- Nationale Bibliotheek van Israël: 987007299776405171
- Nederlandse Thesaurus van Auteursnamen: 09644861X
- Réseau des bibliothèques de Suisse occidentale: 02-A003260384
- Istituto Centrale per il Catalogo Unico: CFIV207109
- LIBRIS: 214015
- SNAC: w6pv6x5b
- Système universitaire de documentation: 030423880
- Trove: 992789
- Virtual International Authority File: 27110440
- WorldCat: E39PBJyh9xWxYPWmbyBGgxRdwC